# نيشان النجمة اليوغوسلافية
نيشان النجمة اليوغوسلافية هو أرفع وسام كان يُمنح في يوغوسلافيا بدءاً من عام 1954، وحتى تفككها في عام 1992، وكان ثاني أرفع وسام في جمهورية صربيا والجبل الأسود حتى تفككها في عام 2006.
كان نيشان النجمة اليوغوسلافية يُمنح لأربعة درجات أعلاها النجمة اليوغوسلافية العظمى والتي كانت تُمنح غالباً لرؤساء الدول الأجنبية من أجل تنمية وتعزيز السلام والتعاون بين الدول.

## لمحة تاريخية
أنشأ الرئيس اليوغوسلافي جوزيف بروز تيتو نيشان النجمة اليوغوسلافية في الأول من فبراير عام 1954، والذي كان يُمنح في ثلاثة فئات قبل تعديل قانون الأوسمة في الأول من مارس عام 1961 حيث أصبح منذ ذلك الحين يُمنح في أربع فئات، وهي:
- نيشان النجمة اليوغوسلافية الكبرى: كان أعلى وسام في جمهورية يوغوسلافيا الاتحادية الاشتراكية
- نيشان النجمة اليوغوسلافية مع وشاح: كان سادس أعلى نيشان في جمهورية يوغوسلافيا الاتحادية الاشتراكية قبل نيشان النجمة اليوغوسلافية من الدرجة الأولى عام 1961:
- نيشان النجمة اليوغوسلافية مع إكليل ذهبي: كان في المرتبة الرابعة عشر بين أرفع النياشين ولأوسمة في جمهورية يوغوسلافيا الاتحادية الاشتراكية قبل نيشان النجمة اليوغوسلافية من الدرجة الثانية في عام 1961.
- نيشان النجمة اليوغوسلافية على رباط عنق: كان في المرتبة الرابعة والعشرون بين أرفع الأوسمة والنياشين في جمهورية يوغوسلافيا الاتحادية الاشتراكية قبل وسام النجمة اليوغوسلافية من الدرجة الثالثة عام 1961.

ظلت جمهورية يوغوسلافيا الاتحادية ومن بعدها جمهورية صربيا والجبل الأسود تستخدم نيشان النجمة اليوغوسلافية بعد تفكك جمهورية يوغوسلافيا كأحد علامات الدولة اليوغوسلافية السابقة. كان نيشان النجمة اليوغوسلافية هو ثاني أرفع الأوسمة والنياشين في جمهورية يوغوسلافيا الاتحادية بعد نيشان يوغوسلافيا. كانت فئات النيشان الأربع خلال تلك الفترة تسمّى بالأسماء التالية:
- نيشان النجمة اليوغوسلافية الكبرى: كان ثاني أعلى نيشان في جمهورية يوغوسلافيا الاتحادية بعد وسام يوغوسلافيا.
- نيشان النجمة اليوغوسلافية من الدرجة الأولى: كان سابع أعلى نيشان في جمهورية يوغوسلافيا الاتحادية.
- نيشان النجمة اليوغوسلافية من الدرجة الثانية: كان في المرتبة العشرين بين أعلى النياشين والأوسمة في جمهورية يوغوسلافيا الاتحادية.
- نيشان النجمة اليوغوسلافية من الدرجة الثالثة: كان في المرتبة الحادية والثلاثين بين أعلى النياشين والأوسمة في جمهورية يوغوسلافيا الاتحادية.

## الحاصلون على النيشان
كان نيشان النجمة اليوغوسلافية يُمنح عادةً لرؤساء الدول الأجنبية وغير اليوغوسلافيين المتميزين الذين زاروا يوغوسلافيا. مُنحت النجمة اليوغوسلافية الكبرى 127 مرة، حتى عام 1985، وكانت 115 منها لغير اليوغوسلافيين، و12 مرة لمواطنين يوغوسلافيين. يوضح الجدول التالي عدداً من المتلقين البارزين الذين حصلوا على نيشان النجمة اليوغوسلافية العظمى أو النجمة اليوغوسلافية من الفئة الأولى قبل عام 1961:
| التاريخ        | الحاصل على النيشان        | الدولة                                  | ملاحظات                                              |
| -------------- | ------------------------- | --------------------------------------- | ---------------------------------------------------- |
| 1 فبراير 1954  | جوزيف بروز تيتو           | جمهورية يوغوسلافيا الاشتراكية الاتحادية | رئيس يوغوسلافيا                                      |
| 21 يوليو 1954  | هيلا سيلاسي               | إثيوبيا                                 | إمبراطور إثيوبيا                                     |
| 1 نوفمبر 1960  | محمد ظاهر شاه             | أفغانستان                               | ملك أفغانستان                                        |
| 1 أبريل 1961   | الملك الحسن الثاني        | المغرب                                  | ملك المغرب                                           |
| 1962           | ليونيد بريجنيف            | الاتحاد السوفيتي                        | الزعيم السوفيتي                                      |
| 16 أكتوبر 1963 | أحمد سوكارنو              | إندونيسا                                | رئيس إندونيسيا                                       |
| 1964           | إيلينا تشوسيسكو           | رومانيا                                 | زوجة رئيس رومانيا ونائب رئيس الوزراء الروماني        |
| 1965           | الحبيب بورقيبة            | تونس                                    | رئيس الجمهورية التونسية                              |
| 3 يونيو 1966   | محمد رضا بهلوي            | إيران                                   | شاه إيران                                            |
| 1966           | نيكولاي تشاوتشيسكو        | رومانيا                                 | رئيس رومانيا                                         |
| 17 يناير 1968  | نورودوم سيهانوك           | كمبوديا                                 | ملك كمبوديا                                          |
|                | جاك شابان دلماس           | فرنسا                                   | رئيس وزراء فرنسا                                     |
| 19 أكتوبر 1972 | إليزابيث الثانية          | المملكة المتحدة                         | ملكة المملكة المتحدة                                 |
| 19 أكتوبر 1972 | الأمير فيليب              | المملكة المتحدة                         | دوق إدنبرة                                           |
|                | ضياء الرحمن               | بنغلاديش                                | رئيس بنغلاديش                                        |
|                | أولاف الخامس              | النرويج                                 | ملك النرويج                                          |
|                | هارالد الخامس             | النرويج                                 | ولي عهد النرويج                                      |
|                | مارغريت الثانية           | الدنمارك                                | ملكة الدنمارك                                        |
|                | الأمير هنريك              | الدنمارك                                | أمير الدنمارك                                        |
|                | كارل السادس عشر جوستاف    | السويد                                  | ملك السويد                                           |
|                | أورهو ككونن               | فنلندا                                  | رئيس فنلندا                                          |
|                | ماونو كويفيستو            | فنلندا                                  | رئيس فنلندا                                          |
|                | كيم إيل سونغ              | كوريا الشمالية                          | رئيس كوريا الشمالية                                  |
|                | يومجاجين تسيدينبال        | منغوليا                                 | رئيس وزراء منغوليا                                   |
|                | كورت فالدهايم             | الأمم المتحدة                           | الأمين العام للأمم المتحدة                           |
|                | تودور جيفكوف              | بلغاريا                                 | رئيس بلغاريا                                         |
|                | جان بيدل بوكاسا           | أفريقيا الوسطى                          | إمبراطور أفريقيا الوسطى                              |
|                | جعفر النميري              | السودان                                 | رئيس السودان                                         |
|                | إدوارد جيريك              | بولندا                                  | السكرتير الأول لحزب العمال البولندي الموحد           |
| 2 فبراير 1974  | الملك بيريندرا            | نيبال                                   | ملك نيبال                                            |
|                | جابر الأحمد الجابر الصباح | الكويت                                  | أمير الكويت                                          |
| 20 أغسطس 1970  | الملكة جوليانا            | هولندا                                  | ملكة هولندا                                          |
| 20 أغسطس 1970  | الأمير برنارد             | هولندا                                  | الأمير القرين لهولندا                                |
| 11 فبراير 1979 | الملك حسين الأول          | الأردن                                  | ملك الأردن                                           |
| 29 أبريل 1976  | فرانسيسكو دا كوستا غوميز  | البرتغال                                | رئيس البرتغال                                        |
|                | احمد حسن البكر            | العراق                                  | رئيس جمهورية العراق                                  |
|                | جلال بايار                | تركيا                                   | رئيس تركيا                                           |
| 26 أكتوبر 1999 | معمر القذافي              | ليبيا                                   | رئيس ليبيا                                           |
| 23 ديسمبر 1999 | إيغور سيرجيف              | روسيا                                   | مشير ووزير دفاع روسيا الاتحادية                      |
| 12 يونيو 2000  | لى بنغ                    | الصين                                   | رئيس اللجنة الدائمة للمجلس الوطنى لنواب الشعب الصينى |
|                | أكيهيتو                   | اليابان                                 | إمبراطور اليابان                                     |
| 8 سبتمبر 2004  | إيون إليسكو               | رومانيا                                 | رئيس رومانيا                                         |